# Homalotyloidea africana
Homalotyloidea africana är en stekelart som beskrevs av Hill 1973. Homalotyloidea africana ingår i släktet Homalotyloidea och familjen sköldlussteklar. Inga underarter finns listade i Catalogue of Life.